# Tuberenes
Tuberenes es un género de escarabajos longicornios de la tribu Acanthocinini.

## Especies
- Tuberenes minuta (Pic, 1925)
- Tuberenes robustipes (Pic, 1939)
- Tuberenes sikkimensis Breuning, 1978
- Tuberenes vietnamensis Breuning, 1972